# 르푸수아르
르푸수아르(프랑스어: Repoussoir →뒤로 밀기)는 서양의 회화, 판화, 사진, 부조 등 2차원 매체의 예술작품에서 볼 수 있는 요소 중 하나로, 주로 오른쪽이나 왼쪽 전경을 따라 배치되어 시점의 가장자리를 프레임에 가둔 뒤, 보는 이의 시선을 안쪽으로 향하게 만드는 개체를 말한다. 
16세기 매너리즘과 바로크 예술가들에게 처음 인기를 끌었으며, 17세기 네덜란드 풍경화에서 자주 사용되었던 요소 중 하나다. 그 예로 야코프 판 라위스달은 특정 풍경을 둘러싸기 위해 한쪽에 나무를 배치하는 구성을 즐겨 썼다. 파올로 베로네세, 페테르 파울 루벤스는 물론 후대 인상파 화가 가운데 귀스타브 카유보트 등의 작가들도 르푸수아르의 역할을 하는 사물들을 그림속에 종종 배치하였다.

## 예시

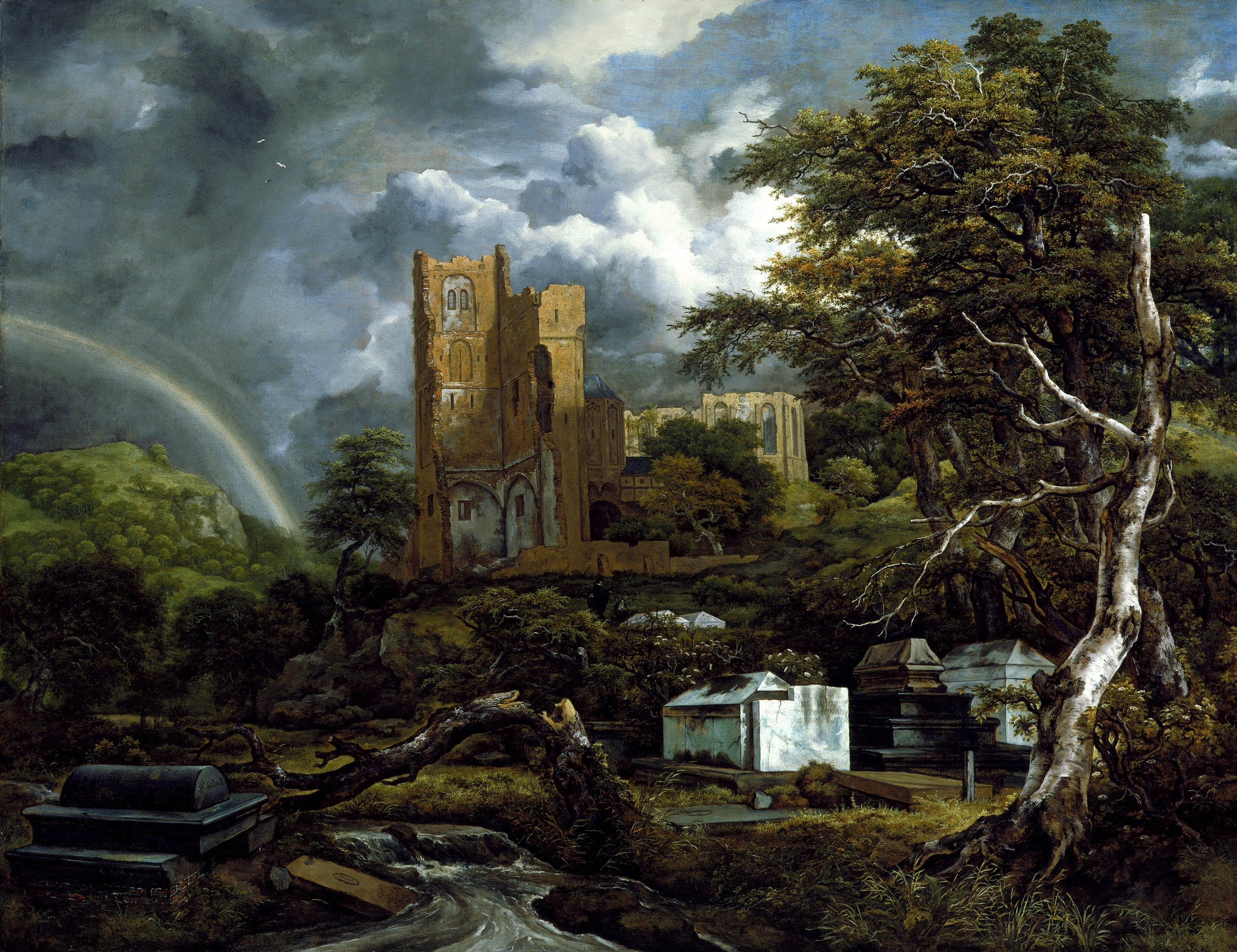
야코프 판 라위스달의 <유대교 공동묘지> (1655년~1660년, 캔버스에 유채, 141 x 182.9 cm). 우측 전경에 배치된 나무는 보는 이의 시선을 중앙과 좌측 전반의 풍경구성으로 이끌고 있다. 여기서 나무를 '레푸수아르'라고 부른다.
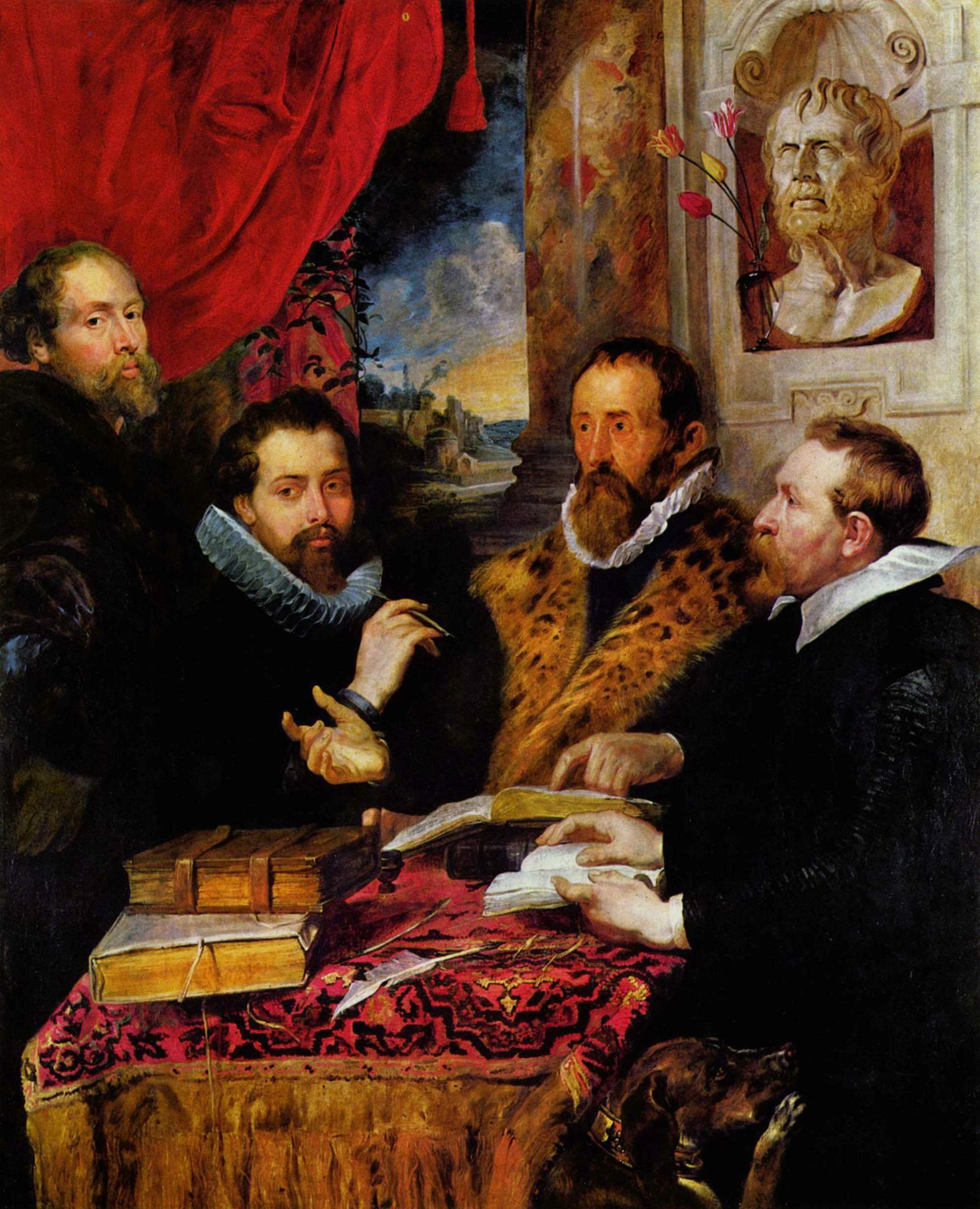
페테르 파울 루벤스의 <네 명의 철학자> (1615년경, 캔버스에 유채, 167 x 143 cm, 피렌체 피티궁 소장). 좌측에서 우측으로 루벤스와 그의 형제 필립 루벤스, 동료 화가인 유스튀스 립시위스와 얀 판 덴바우어르가 나란히 앉아 있는 구도로 되어 있다. 여기서는 좌측 끝에 배치된 루벤스가 레푸수아르의 역할을 하고 있으며, 뒷편의 붉은 커튼으로 한층 더 주목도를 살렸다.
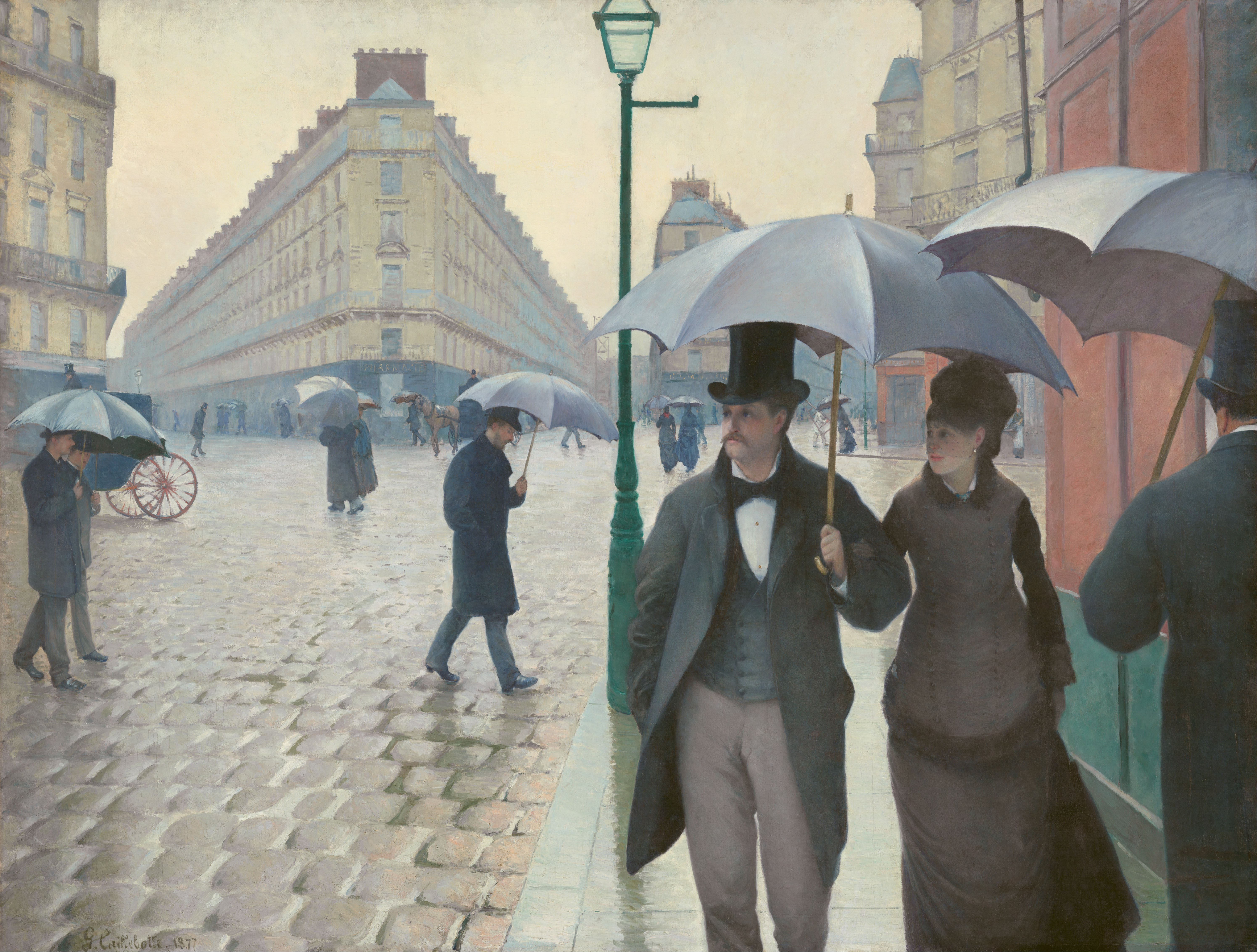
귀스타브 카유보트의 <파리의 거리, 비오는 날> (1877년, 시카고 미술관 소장). 맨 오른쪽 끝에 혼자서 우산 쓰고 걸어가는 남자가 보는 이의 시선을 그림의 다른 부분으로 인도하면서 레푸수아르의 역할을 하고 있다.
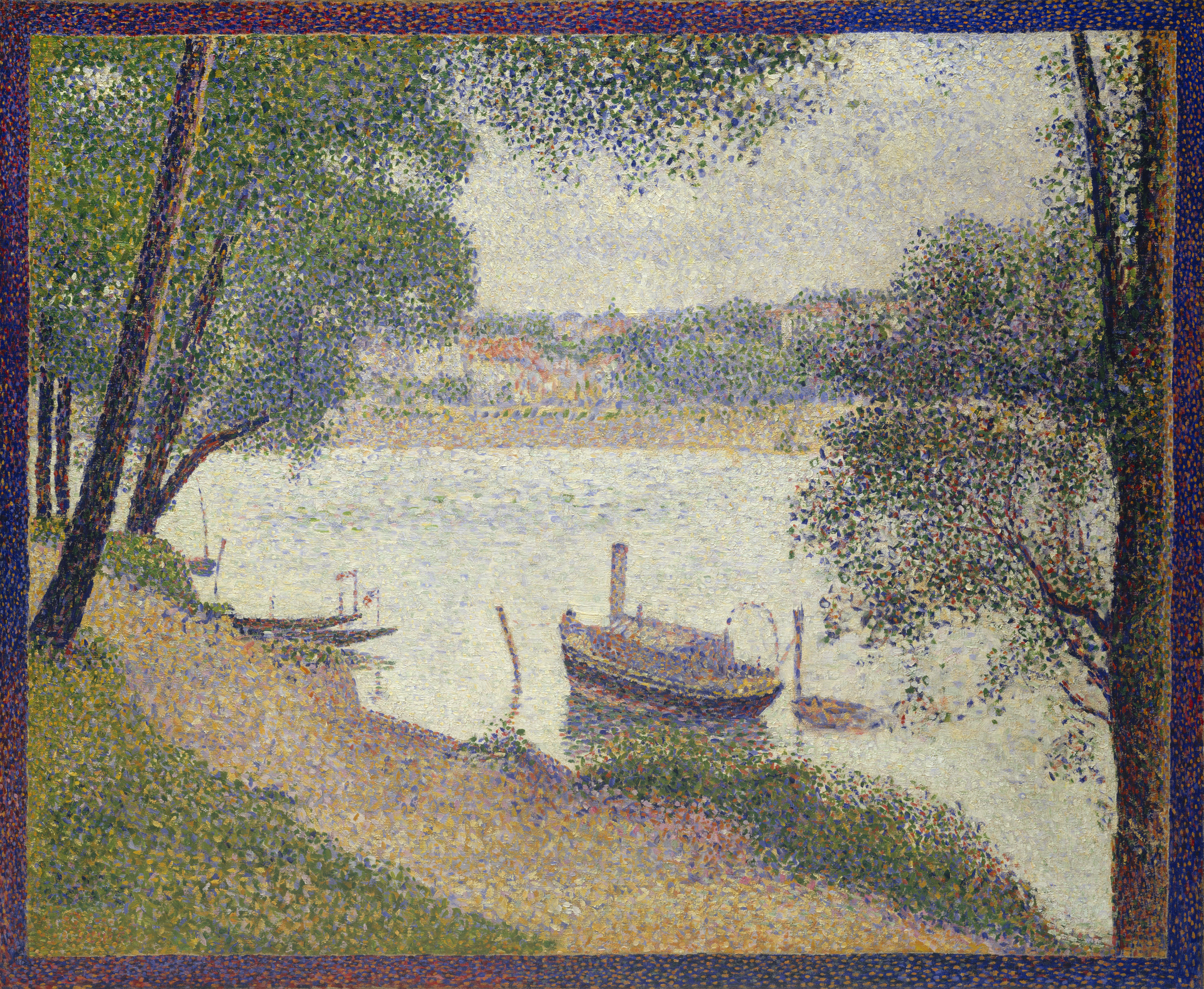
조르주 쇠라의 <그랑드자트섬의 흐린 날씨> (1888년, 71 × 66 cm, 캔버스에 유채, 메트로폴리탄 미술관 소장). 판 라위스달의 그림과 마찬가지로 우측 끝 전체에 나무기둥을 배치하여 레푸수아르의 역할을 하고 있다.